# Richardia telescopica
Richardia telescopica är en tvåvingeart som beskrevs av Gerstaecker 1860. Richardia telescopica ingår i släktet Richardia och familjen Richardiidae. Inga underarter finns listade i Catalogue of Life.